# Utilizzatori del Lockheed F-104 Starfighter

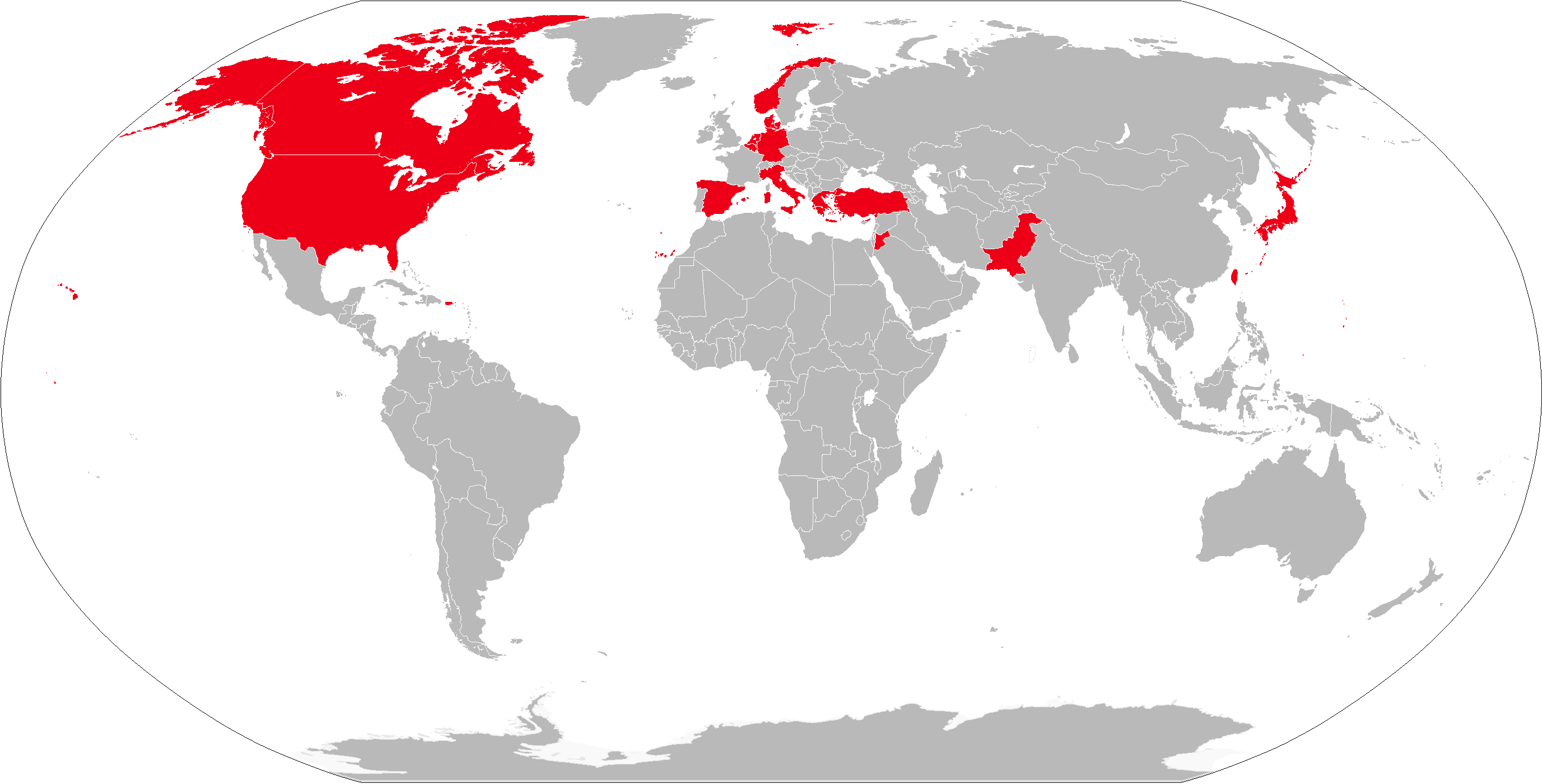
Utilizzatori dell'F-104 Starfighter

La lista di utilizzatori del Lockheed F-104 Starfighter elenca le nazioni e le loro aeronautiche militari che hanno impiegato il Lockheed F-104 Starfighter, indicando le unità militari aeree dove il velivolo è stato in dotazione. Vengono anche riportati i casi di utilizzo da parte di operatori civili.

## Utilizzatori militari

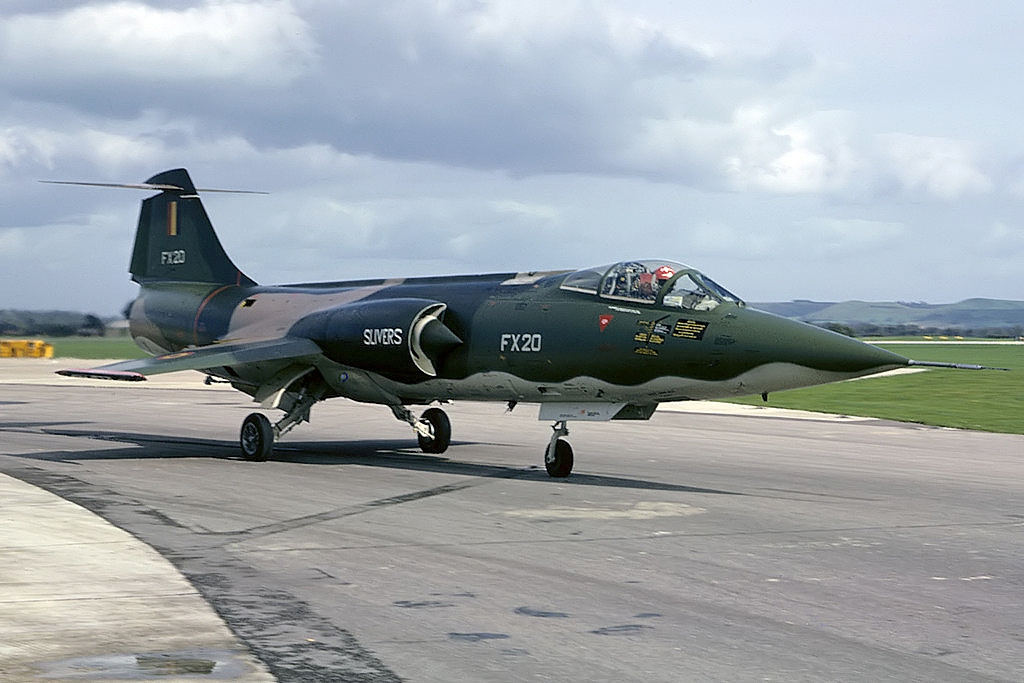
F-104 della Componente aerea dell'armata belga

### Belgio
Il Belgio ha impiegato l'F-104G e il TF-104G. Erano in dotazione a quattro gruppi: 23º e 31º (caccia-bombardieri), 349º e 350º (intercettori) e inoltre una unità di conversione operativa (OCU). In totale furono acquistati 101 F-104G costruiti dalla SABCA e 12 TF-104G costruiti dalla Lockheed (un F-104G venne perso in incidente prima della consegna). L'aeronautica militare belga impiegò il velivolo dal 14 febbraio 1963 al 19 settembre 1983; degli aerei rimasti, 23 vennero ceduti a Taiwan e 18 alla Turchia. Trentotto F-104G e tre TF-104G sono stati persi in incidenti.
Componente aerea dell'armata belga
- 1 Wing, BAF basato a Beauvechain
  - 349º Squadron
  - 350º Squadron
- 10 Wing, BAF basato a  Kleine Brogel
  - 23º Squadron
  - 31º Squadron

### Canada

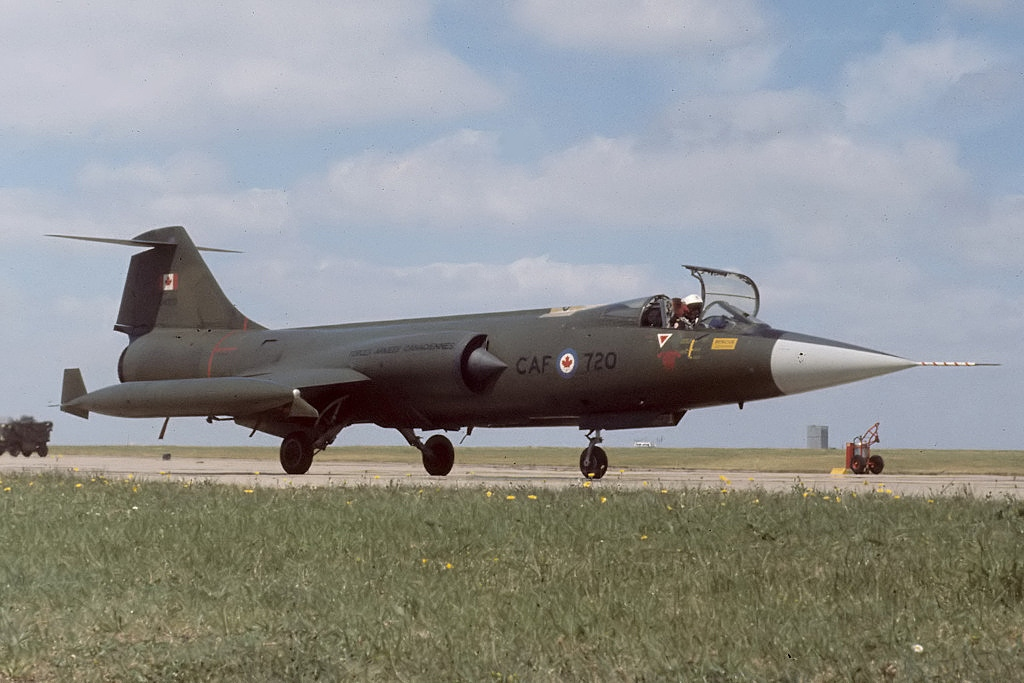
CF-104 della Royal Canadian Air Force

La RCAF e più tardi le Forze canadesi unificate, impiegarono 200 CF-104 costruiti in Canada e 38 addestratori a doppio comando CF-104D (costruiti dalla Lockheed) tra il 1962 e il 1986. I CF-104 erano dotati di avionica aggiuntiva, con un radar warning receiver nella coda e sotto il naso. Le perdite in incidenti furono alte con circa 110 aerei persi in Europa. Fattore importante per questi incidenti fu l'utilizzo intenso, soprattutto a bassa quota per missioni di bombardamento e di ricognizione, inoltre le cattive condizioni meteorologiche hanno contribuito a quasi il 50% delle perdite accidentali. Le cellule avevano una media di 6000 ore di volo, quando gradualmente vennero eliminate, un numero triplo rispetto agli F-104G della Germania. I CF-104 e i CF-104D a fine impiego furono poi ceduti a Danimarca, Norvegia e Turchia.
Royal Canadian Air Force
- 1 Wing RCAF basato a Marville / Lahr (Germania Ovest)
  - No. 439 (Sabre-Toothed Tiger) Squadron
  - No. 441 (Silver Fox) Squadron
- 2 Wing RCAF basato a Grostenquin /Baden-Söllingen/Lahr
  - No. 421 (Red Indian) Squadron
  - No. 430 (Silver Falcon) Squadron
- 3 Wing RCAF basato a Grostenquin /Baden-Söllingen/Zweibrücken
  - No. 427 (Lion) Squadron
  - No. 434 (Bluenose) Squadron
- 4 Wing RCAF basato a Baden-Söllingen
  - No. 422 (Tomahawk) Squadron
  - No. 444 (Cobra) Squadron
- Central Experimental and Proving Establishment/Aerospace Engineering and Test Establishment
- 6 Strike-Recce OTU
- No. 417 Operational Training Squadron RCAF

### Taiwan

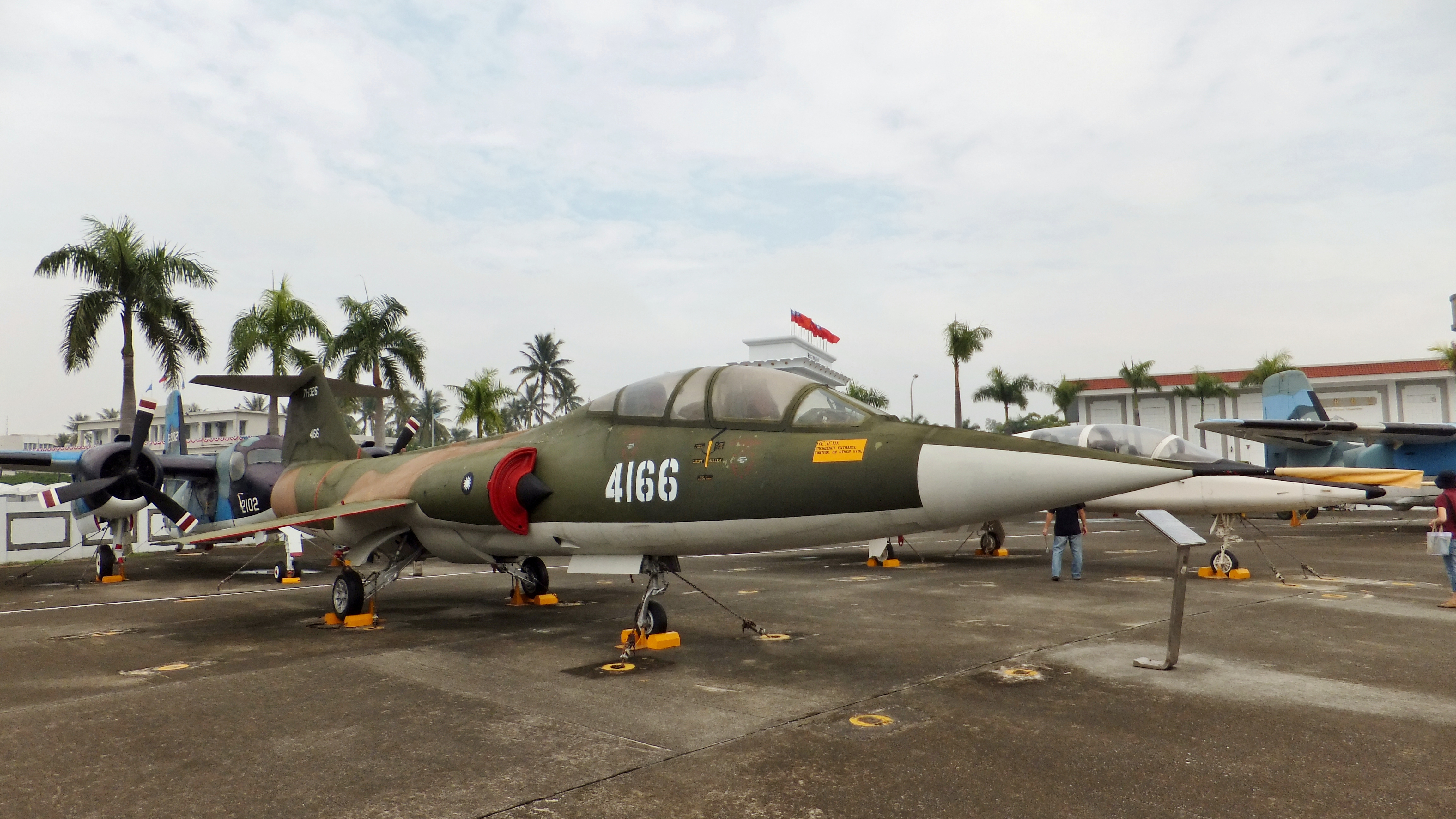
F-104D della Chung-Hua Min-Kuo K'ung-Chün taiwanese

Taiwan ha impiegato un totale di 282 velivoli finanziati dal programma di assistenza militare Military Assistance Program (MAP), un misto di aerei di nuova costruzione e di surplus F-104A,-B,-D,-G,-J,-DJ, RF-104G, e TF -104G. Lo Starfighter è stato gradualmente dismesso dal servizio a partire dal 1997.
Chung-Hua Min-Kuo K'ung-Chün
- 427° Tactical Fighter Wing, ROCAF basato sulla Ching Chuang Kang AB
  - 7° Tactical Fighter Squadron, ROCAF
  - 8° Tactical Fighter Squadron, ROCAF
  - 28° Tactical Fighter Squadron, ROCAF
  - 35° Tactical Fighter Squadron, ROCAF
- 499° Tactical Fighter Wing, ROCAF basato sulla Hsinchu AB
  - 41° Tactical Fighter Squadron, ROCAF
  - 42° Tactical Fighter Squadron, ROCAF
  - 48° Tactical Fighter Squadron, ROCAF
- 401° Tactical Combined Wing, ROCAF basato sulla Taoyuan AB
  - 12° Tactical Reconnaissance Squadron

### Danimarca

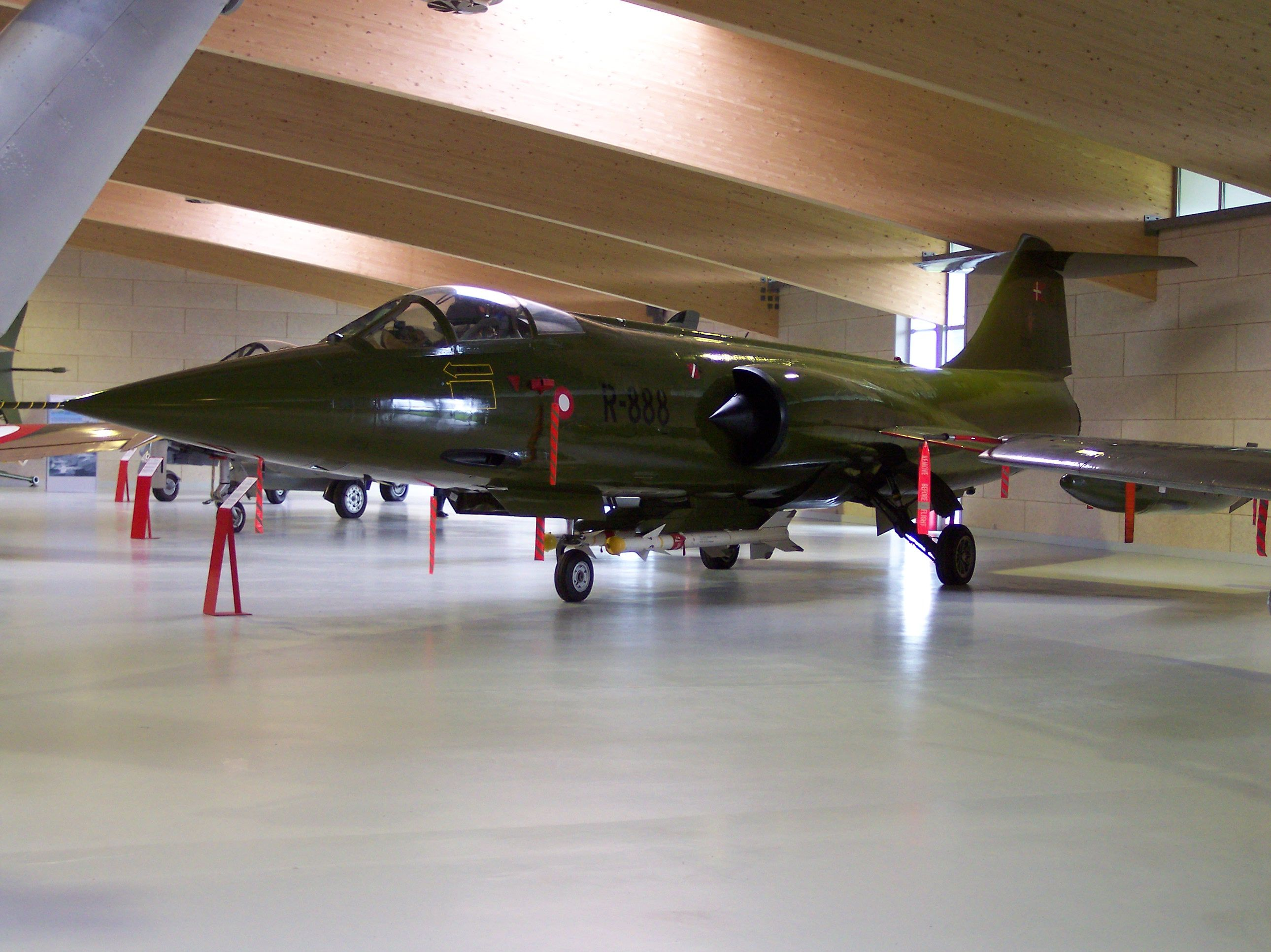
F-104G della Flyvevåbnet

La Danimarca ha inizialmente acquisito 25 Canadair F-104G costruiti su licenza e quattro TF-104G dalla Lockheed nell'ambito del programma di assistenza militare Military Assistance Program(MAP). Tra il 1972 e il 1974 le forze armate del Canada cedettero ulteriori 15 CF-104 e 7 CF-104D che avevano in esubero. Il totale di Starfighter utilizzati dalla Danimarca fu quindi di 51 prima del loro ritiro nel 1986. Quindici F-104G e tre TF-104G furono ceduti a Taiwan nel 1987.
Flyvevåbnet
- 723 Squadron RDAF basato a Aalborg
- 726 Squadron RDAF basato a Aalborg

### Germania

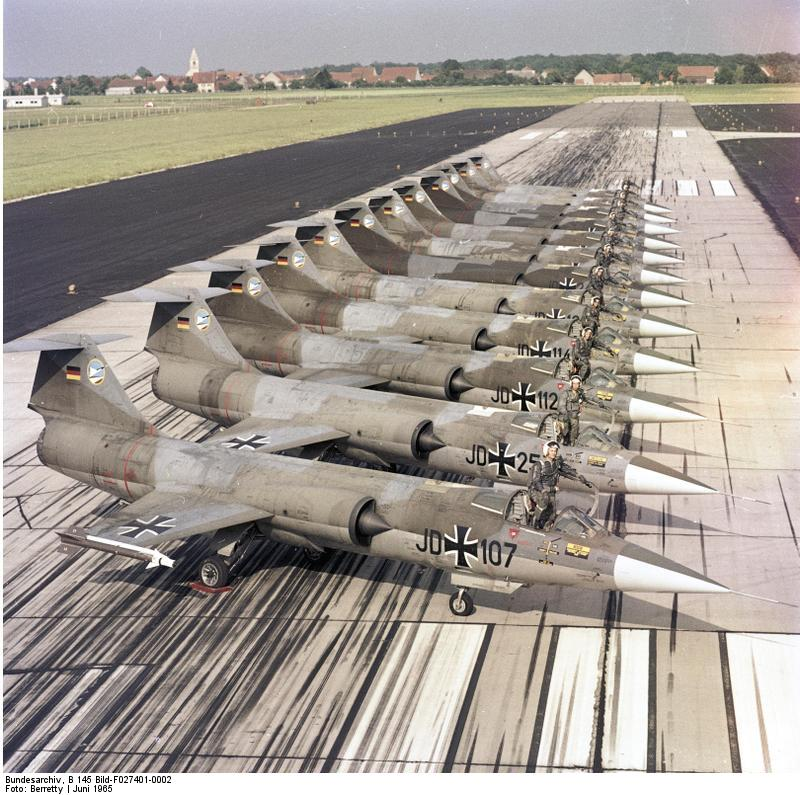
Starfighter dello Jagdgeschwader 74 della Luftwaffetedesca nel 1965

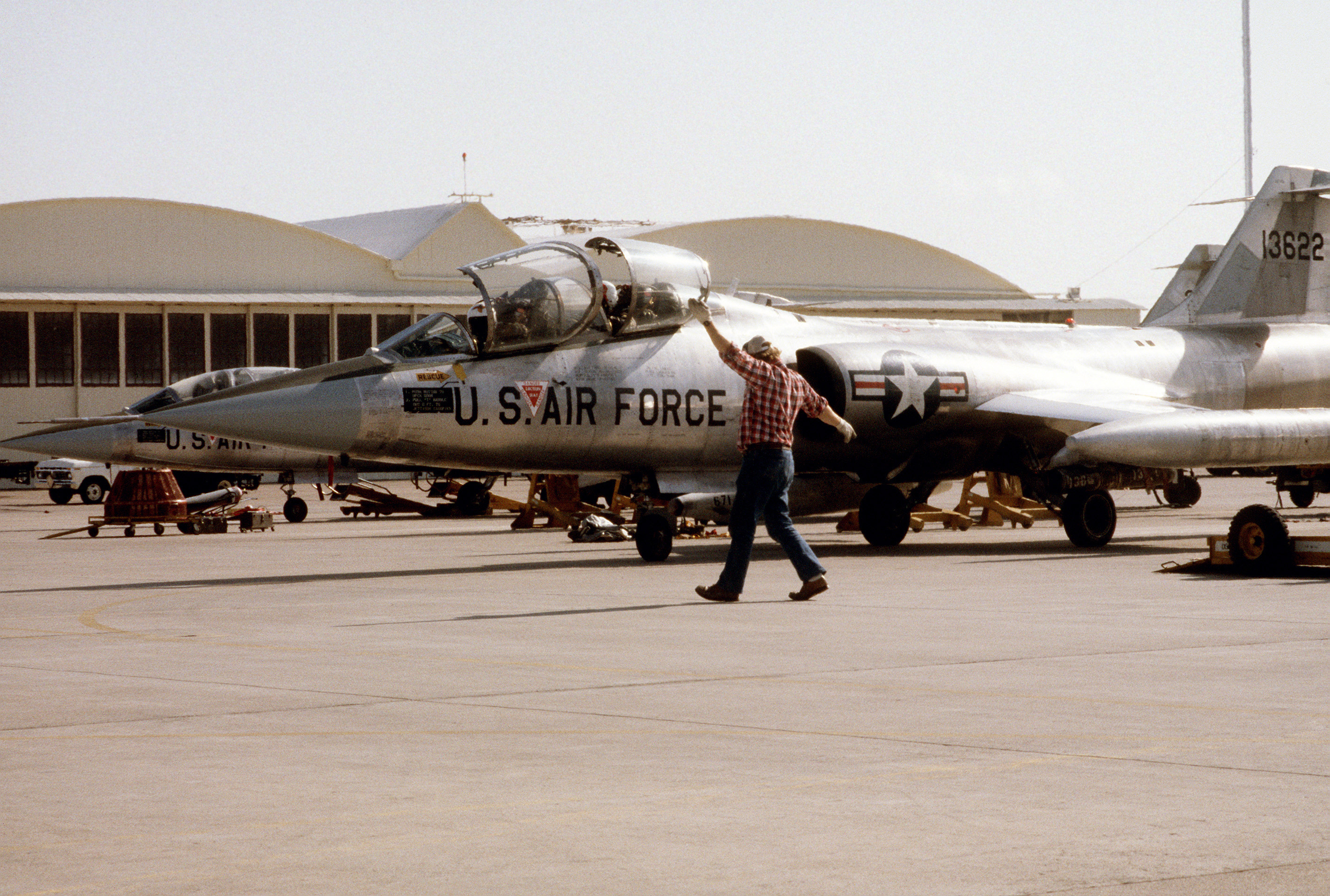
TF-104G della Luftwaffe con colorazione USAF ripreso presso la Luke Air Force Base nel 1982

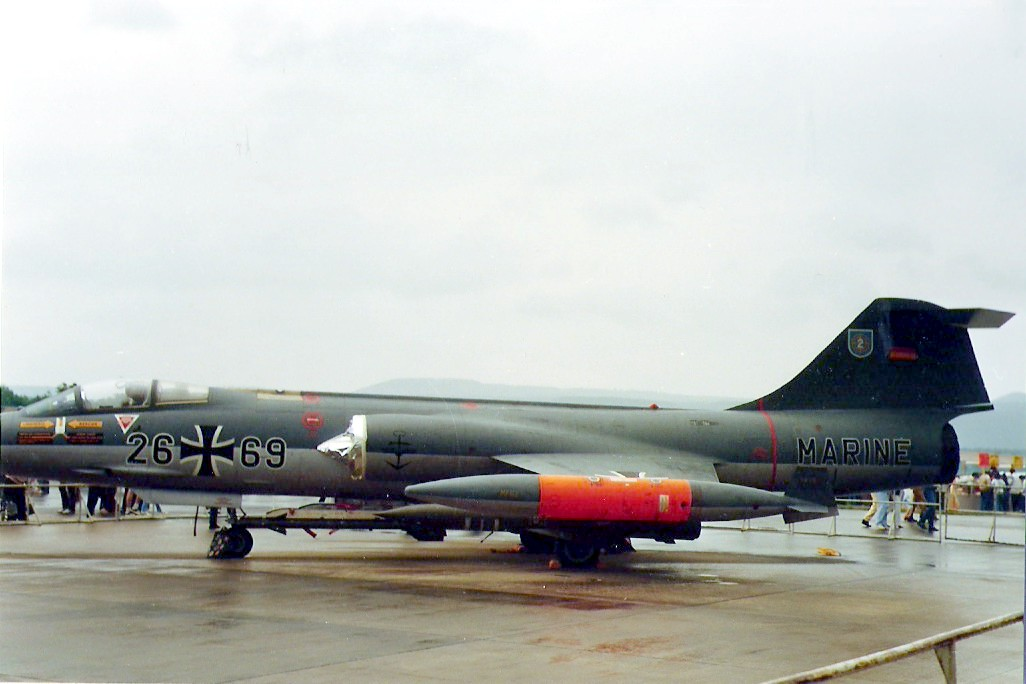
F-104G della Deutsche Marine nel 1984

La Germania acquisì 916 F-104, suddivisi in 749 F/RF-104G, 137 TF-104G e 30 F-104F, e li impiegò come costituente principale dell'epoca delle flotte della Luftwaffe e della Marineflieger. Al suo apice a metà degli anni settanta, la Luftwaffe schierava cinque stormi cacciabombardieri, due di intercettori e due di ricognizione tattica equipaggiati con F-104. La Marineflieger aveva due ulteriori stormi di F-104 in ruoli di attacco marittimo e ricognizione. L'aviazione navale inizialmente armò gli aerei per il ruolo antinave con i missili AS-30, sostituendoli in seguito con i più sofisticati AS.34 Kormoran dotati di maggiore raggio d'azione e di capacità fire and forget.
Gli Starfighter tedeschi evidenziarono un tasso di incidenti allarmante, in quanto 292 dei 916 totali si schiantò, causando la morte di 115 piloti.
I due stormi operativi con RF-104G vennero in seguito equipaggiati con gli RF-4E Phantom nei primi anni settanta.
Luftwaffe
- Aufklärungsgeschwader 51 "Immelmann" basato a Ingolstadt /Manching
- Aufklärungsgeschwader 52 basato a Leck, Nordfriesland
- Jagdbombergeschwader 31 "Boelcke" basato a Nörvenich
- Jagdbombergeschwader 32 basato a Lechfeld
- Jagdbombergeschwader 33 basato a Büchel
- Jagdbombergeschwader 34 basato a Memmingen
- Jagdbombergeschwader 36 basato a Rheine-Hopsten
- Jagdgeschwader 71 "Richthofen" basato a Wittmundhaven
- Jagdgeschwader 74 basato a Neuburg
- Jagdbombergeschwader 35 (JaboG 35)
- Jagdbombergeschwader 36 (JaboG 36)

Deutsche Marine
- Marinefliegergeschwader 1 basato a Schleswig-Jagel
- Marinefliegergeschwader 2 basato a Eggebeck

### Grecia

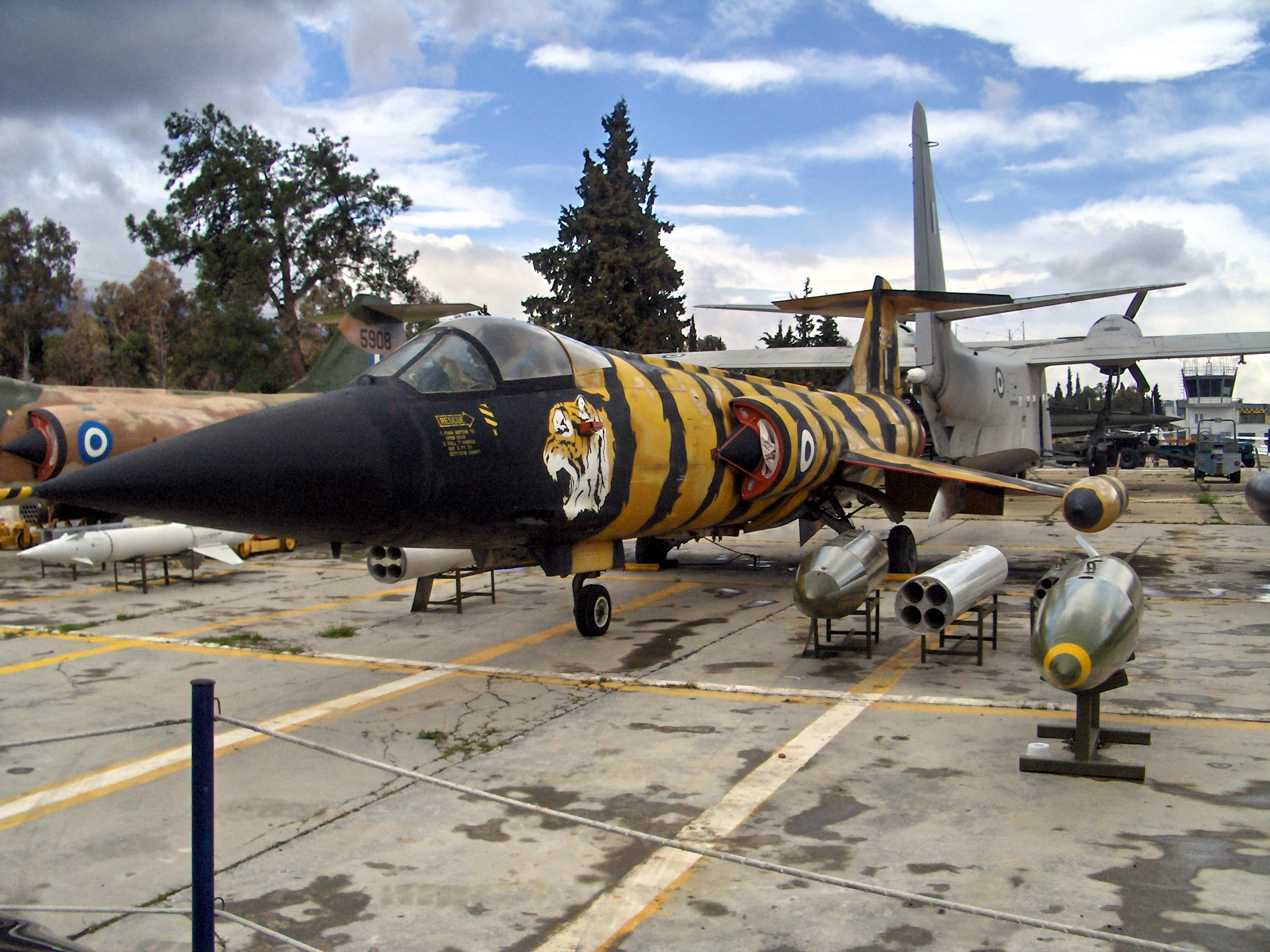
F-104G del 335° Squadron della Polemikí Aeroporía greca in colorazione "Tigre"

La Grecia ricevette 45 F104 di nuova costruzione e sei TF-104 in base al programma di assistenza militare Military Assistance Program (MAP). Questi furono in seguito integrati da Starfighter di seconda mano ceduti da altre forze aeree della NATO, tra cui 79 dalla Germania, sette dai Paesi Bassi e nove dalla Spagna. Lo Starfighter è entrato in servizio in Grecia nell'Aprile 1964, equipaggiando due stormi venendo dismesso nel marzo 1993.
Polemikí Aeroporía
- 335 Moira "Tigris" basato a Tanagra / Araxos
- 336 Moira "Olympos" basato a Tanagra / Araxos

### Italia

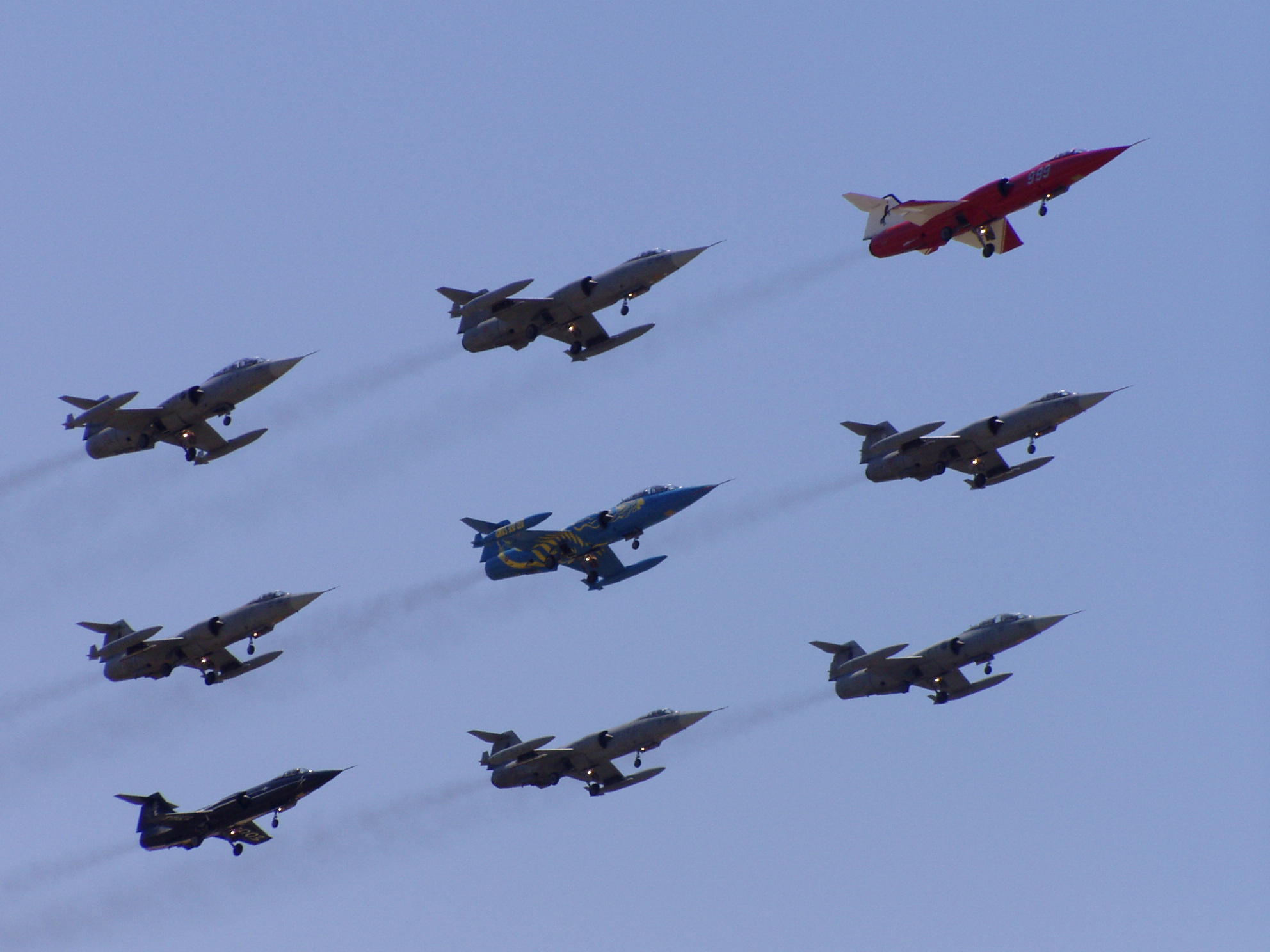
Formazione di F-104S italiani nel 2004

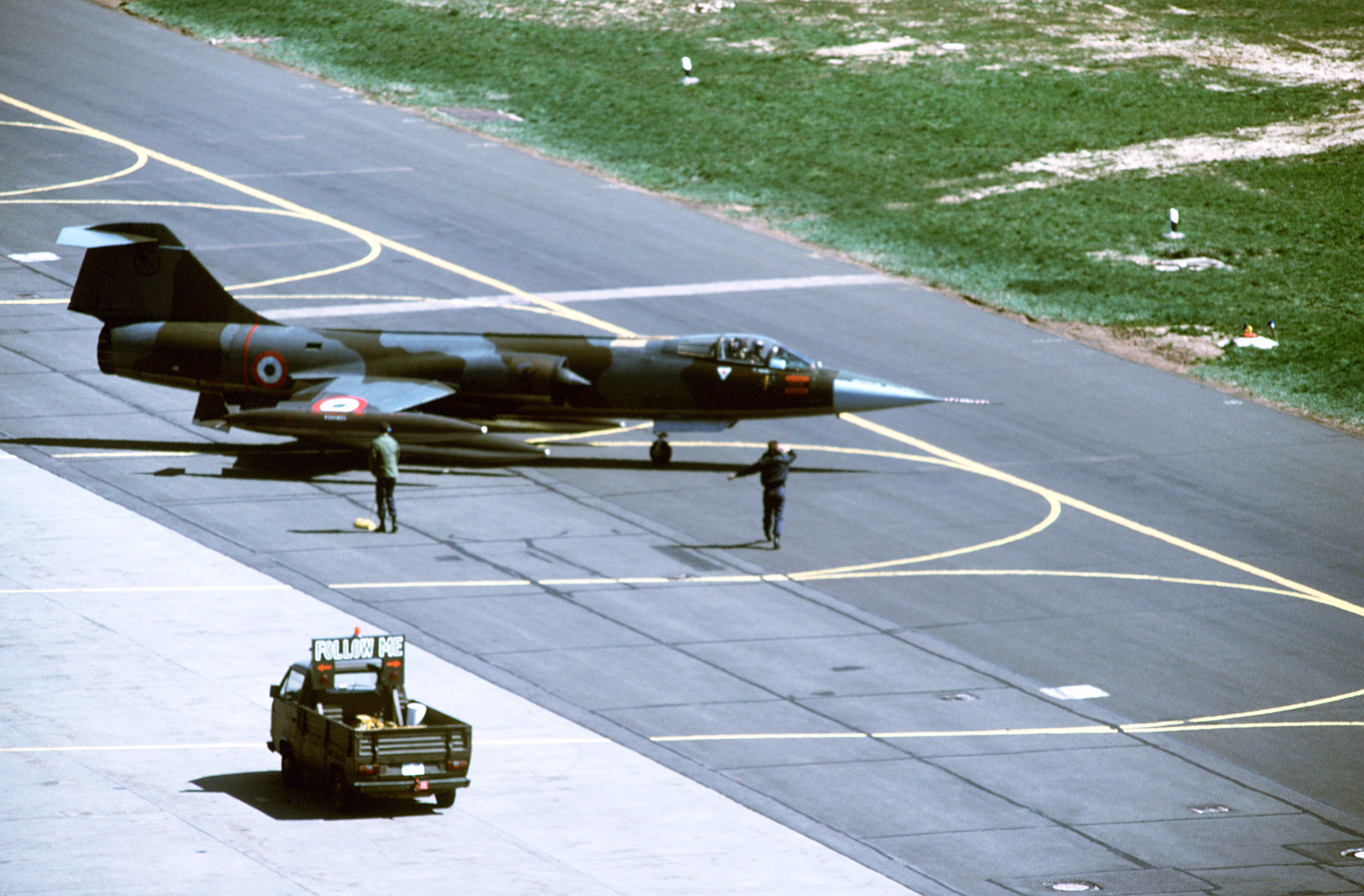
F-104S italiano ripreso presso la Bitburg Air Basenel 1988

L'F-104 è stato un pilastro dell'Aeronautica Militare dai primi anni 1960 fino alla fine del secolo. Il primo volo di un F-104G italiano avvenne il 9 giugno 1962. Si trattava di un aereo costruito dalla Lockheed al quale venne assegnata la matricola militare MM6501. Quattro anni dopo, 22 dicembre 1966, volò il primo esemplare costruito dalla allora capocommessa per il programma Starfighter italiano, la Fiat aviazione, poi Aeritalia. L'Aeronautica Militare inizialmente acquisì un totale di 105 F-104G, 24 TF-104G e 20 RF-104G, divenendo operativa con il velivolo nel marzo 1963. La flotta fu in seguito potenziata con l'aggiunta di 205 F-104S di costruzione italiana e sei TF-104G ex-Luftwaffe, portando il numero totale di F-104 in carico a 360. Nel 1986 l'Aeronautica italiana era il maggior utilizzatore mondiale dello Starfighter, avendo undici reparti operativi che lo impiegavano. A tutto il 1997, l'Italia aveva perso 137 aerei (il 38% del totale) sviluppando 928 000 ore di volo, con un rapporto quindi di 14,7 aerei ogni 100 000 ore di volo.
L'Italia ha radiato i suoi ultimi F-104 dai reparti operativi nel 2004, con l'ultima missione operativa effettuata da 2 aerei del 9º Stormo il 31 ottobre 2004 con uno scramble (decollo su allarme per intercettazione) dall'aeroporto di Grazzanise.. Oltre ai due velivoli in missione, si è alzata una formazione di 5 velivoli pilotati da ufficiali superiori e generali che ha reso gli onori all'uscita di scena dell'aereo dai ruoli dell'Aeronautica Militare. Contrariamente ai dati iniziali, nell'ultimo anno operativo vi è stata una efficienza dell'80% nella disponibilità degli aerei e da vari anni non si erano registrati incidenti operativi con l'F-104. La vita dello Starfighter in Italia è durata per quasi un ulteriore anno presso il Reparto Sperimentale di Volo dell'Aeronautica Militare, ove sono stati mantenuti in servizio 4 velivoli (2 biposto e 2 monoposto) per l'addestramento dei piloti collaudatori. L'ultimo volo militare in Italia e nel mondo avvenne il 27 luglio 2005 presso l'aeroporto di Pratica di Mare con un biposto TF-104G.
Aeronautica Militare
Reparti dotati di F-104G:
| Gruppo      | Stormo                   | Ruolo             | Versione                         | Base                | Anni                                                                 |
| F-104G      | F-104G                   | F-104G            | F-104G                           | F-104G              | F-104G                                                               |
| ----------- | ------------------------ | ----------------- | -------------------------------- | ------------------- | -------------------------------------------------------------------- |
| 9º Gruppo   | 4ª Aerobrigata 4º Stormo | Intercettore      | F-104G                           | Grosseto            | 1963-1967 1967-1971                                                  |
| 10º Gruppo  | 4ª Aerobrigata 9º Stormo | Intercettore      | F-104G                           | Grosseto Grazzanise | 1964-1967 1967-1973                                                  |
| 18º Gruppo  | 3º Stormo                | Ricognitore       | F-104G                           | Villafranca         | 1973-1977                                                            |
| 20º Gruppo  | Autonomo 4º Stormo       | Addestramento     | TF-104G, F-104G, TF-104G/M       | Grosseto            | 26 febbraio 1965 - 15 febbraio 1985 15 febbraio 1985 - 5 giugno 1994 |
| 21º Gruppo  | 51º Stormo 53º Stormo    | Intercettore      | F-104G                           | Cameri              | 1963-1967 1967-1971                                                  |
| 28º Gruppo  | 3º Stormo                | Ricognitore       | RF-104G                          | Villafranca         | 1970-1993                                                            |
| 101º Gruppo | 5ª Aerobrigata           | Ricognitore       | F-104G                           | Rimini              | 1964-1966                                                            |
| 102º Gruppo | 5ª Aerobrigata 5º Stormo | Cacciabombardiere | F-104G                           | Rimini              | 1964-1967 1967-1973                                                  |
| 132º Gruppo | 3ª Aerobrigata 3º Stormo | Ricognitore       | F-104G, RF-104G                  | Villafranca         | 1972-1991                                                            |
| 154º Gruppo | 6º Stormo                | Cacciabombardiere | F-104G                           | Ghedi               | 1963-1982                                                            |
| 311º Gruppo | Autonomo                 | Sperimentale      | F-104G                           | Pratica di Mare     | 1963-1982                                                            |
| F-104S      |                          |                   |                                  |                     |                                                                      |
| 9º Gruppo   | 4º Stormo                | Intercettore      | F-104S, F-104S ASA, F-104S ASA-M | Grosseto            | 1970-2004                                                            |
| 10º Gruppo  | 9º Stormo                | Intercettore      | F-104S, F-104S ASA, F-104S ASA-M | Grazzanise          | 1970-2004                                                            |
| 12º Gruppo  | 36º Stormo               | Intercettore      | F-104S, F-104S ASA, F-104S ASA-M | Gioia del Colle     | 1970-2004                                                            |
| 18º Gruppo  | 37º Stormo               | Intercettore      | F-104S, F-104S ASA, F-104S ASA-M | Trapani             | 1984-2003                                                            |
| 20º Gruppo  | 4º Stormo                | Conversione       | TF-104G/M, F-104S, F-104S ASA-M  | Grosseto            | 1984-2004                                                            |
| 21º Gruppo  | 53º Stormo               | Intercettore      | F-104S, F-104S ASA, F-104S ASA-M | Cameri              | 1971-1997                                                            |
| 22º Gruppo  | 51º Stormo               | Intercettore      | F-104S, F-104S ASA, F-104S ASA-M | Istrana             | 1974-1998                                                            |
| 23º Gruppo  | 5º Stormo                | Intercettore      | F-104S, F-104S ASA, F-104S ASA-M | Rimini Cervia       | 1973-1994 1994-2002                                                  |
| 102º Gruppo | 5º Stormo                | Cacciabombardiere | F-104S, F-104S ASA, F-104S ASA-M | Rimini              | 1973-1993                                                            |
| 132º Gruppo | 3º Stormo                | Cacciabombardiere | F-104S, F-104S ASA, F-104S ASA-M | Villafranca         | 1972-1990                                                            |
| 155º Gruppo | 50º Stormo 51º Stormo    | Cacciabombardiere | F-104S                           | Piacenza Istrana    | 1971-1973 1973-1985                                                  |
| 156º Gruppo | 36º Stormo               | Cacciabombardiere | F-104S                           | Gioia del Colle     | 1970-1984                                                            |
| 311º Gruppo | Autonomo                 | Sperimentale      | F-104S, F-104S ASA, F-104S ASA-M | Pratica di Mare     | 1969-2003                                                            |

### Giappone

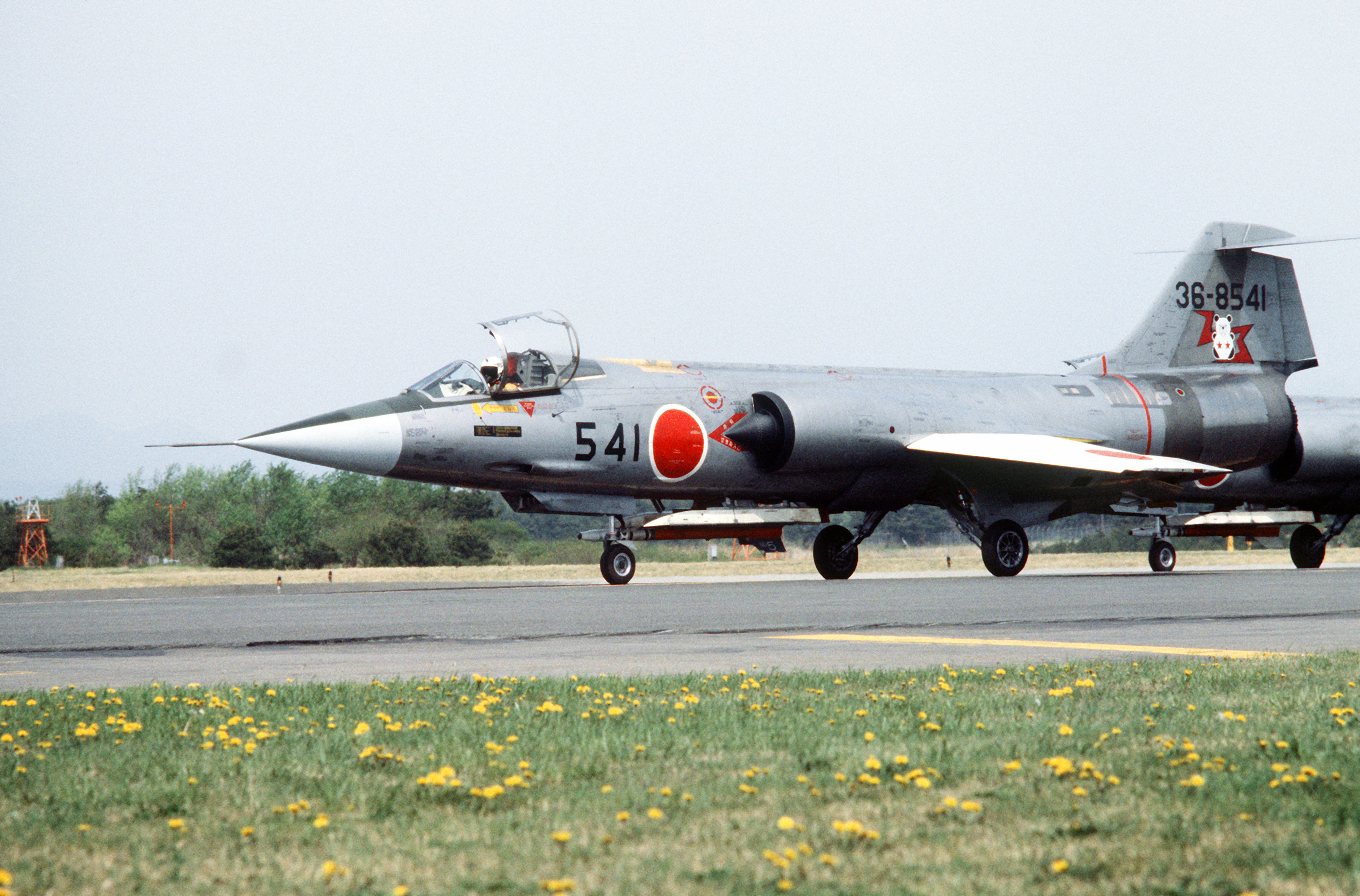
F-104J della JASDF nel 1982

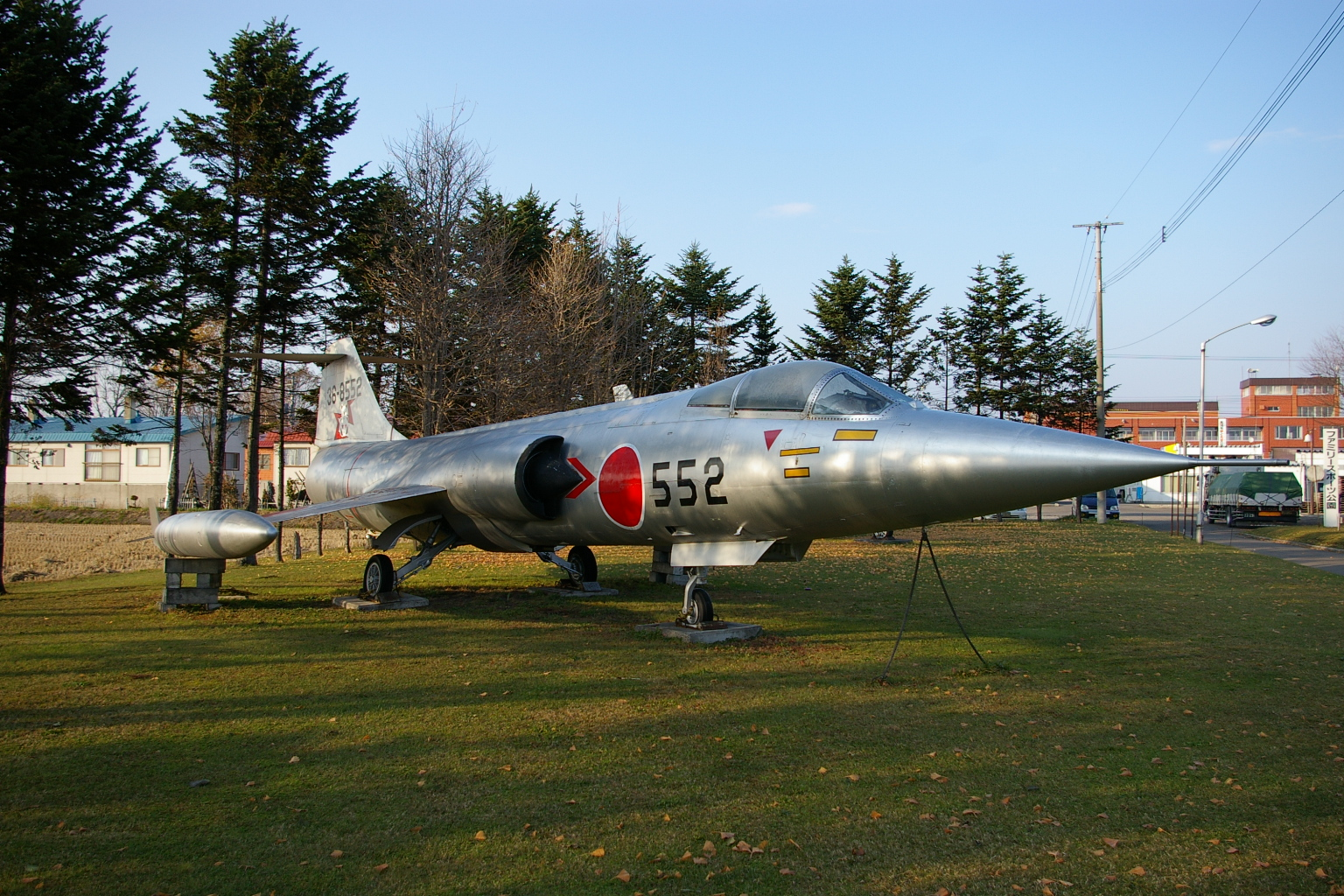
F-104J in esposizione vicino Chippubetsu nella Prefettura di Hokkaidō nel 2006

La JASDF impiegò 210 caccia da superiorità aerea F-104J e 20 addestratori a doppio comando Eiko("Gloria"), che furono in servizio dall'ottobre 1962 fino al 1986, lamentando la perdita di solo 3 aerei nel periodo, compresa una collisione in volo. Gli F-104J vennero dati in dotazione a sette gruppi aerei da superiorità aerea: 201, 202, 203, 204, 205, 206, 207. Gli F-104 giapponesi si trovarono nel corso del loro lungo servizio a fronteggiare aerei sovietici che effettuavano missioni di intrusione nello spazio aereo nazionale. Molti degli F104 nipponici furono alla fine convertiti in droni impiegati per l'addestramento al combattimento aria-aria.
Kōkū Jieitai
- 2° Kokudan basato sulla Chitose Air Base (201º) e sulla Komatsu Air Base (203º)
  - 201° Hikotai
  - 203° Hikotai
- 5° Kokudan basato sulla Nyutabaru Air Base (202º) e sulla Tsuiki Air Base (204º)
  - 202° Hikotai
  - 204° Hikotai
- 6° Kokudan basato sulla Komatsu Air Base
  - 205° Hikotai
- 7° Kokudan basato sulla Hyakuri Air Base, e in parte sulla Naha Air Base
  - 206° Hikotai
  - 207° Hikotai

### Giordania
La Giordania nel 1967 ricevette 29 F-104A e 4 F-104B nel contesto del programma di assistenza militare Military Assistance Program (MAP). Gli aerei erano sotto il controllo degli Stati Uniti e vennero temporaneamente trasferiti in Turchia durante il periodo della guerra arabo-israeliana dei sei giorni. Rimpiazzati dai Northrop F-5 e i Dassault Mirage F1 nel 1983, i rimanenti vennero lasciati sugli aeroporti come falsi bersagli in caso di bombardamento. Attualmente alcuni sono esposti in scuole o basi militari.
Al-Quwwat al-Jawwiyya al-malikiyya al-Urdunniyya
- No. 9 Squadron RJAF presso la Prince Hassan Air Base
- No. 25 Squadron RJAF basato a Mwaffaq Salti

### Paesi Bassi

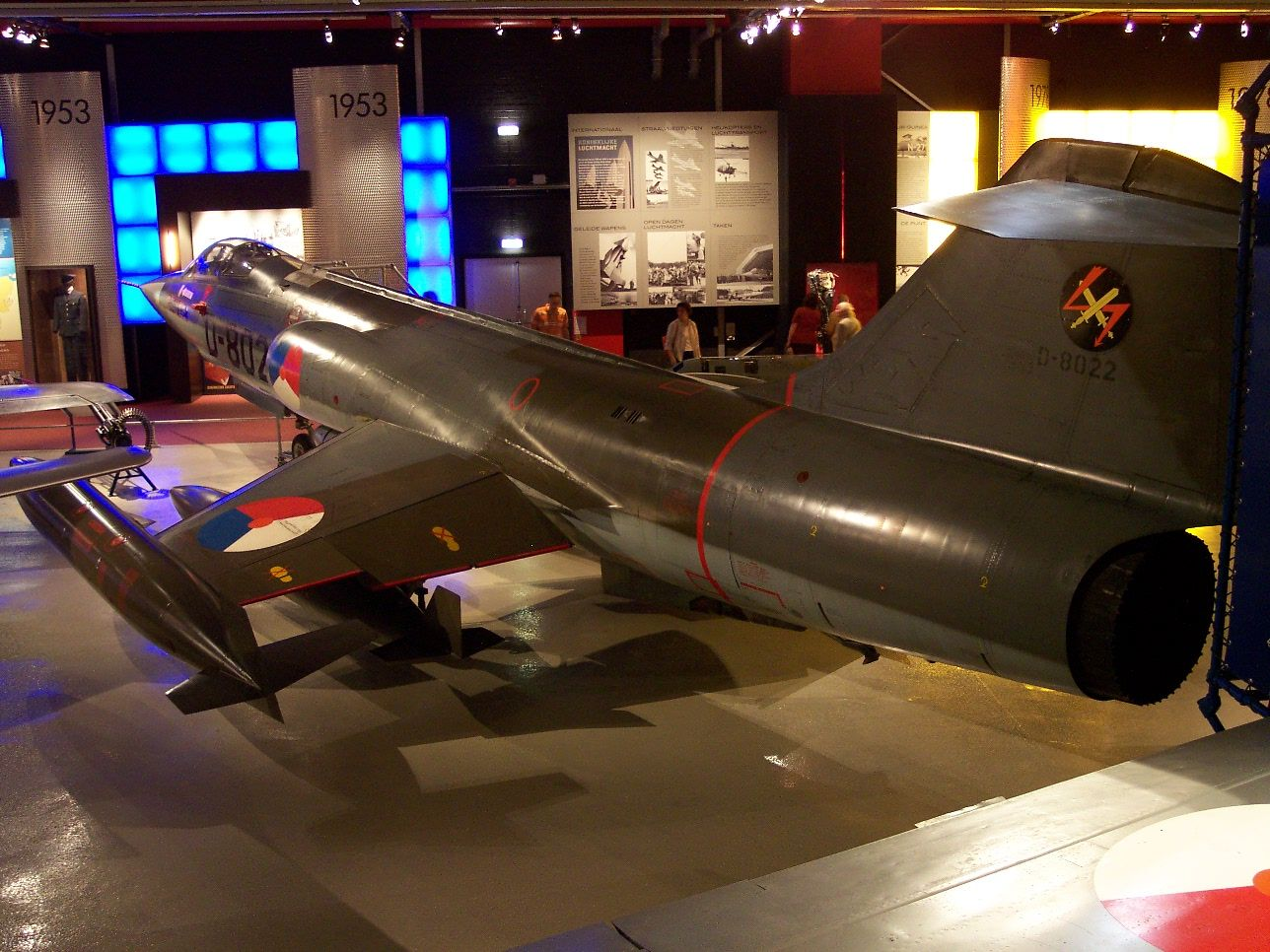
F-104 della Koninklijke Luchtmacht olandese in esposizione al museo Militaire Luchtvaart Museum di Soesterberg

I Paesi Bassi impiegarono F-104 costruiti in Europa. Ne acquisirono in totale 138 esemplari. Al termine dell'impiego, molti vennero trasferiti alla Turchia.
Koninklijke Luchtmacht
- 306 Squadron RNAF
- 311 Squadron RNAF
- 312 Squadron RNAF
- 322 Squadron RNAF
- 323 Squadron RNAF
- Training and Conversion Unit A, RNAF
- Conversie Afdeling Volkel

### Norvegia

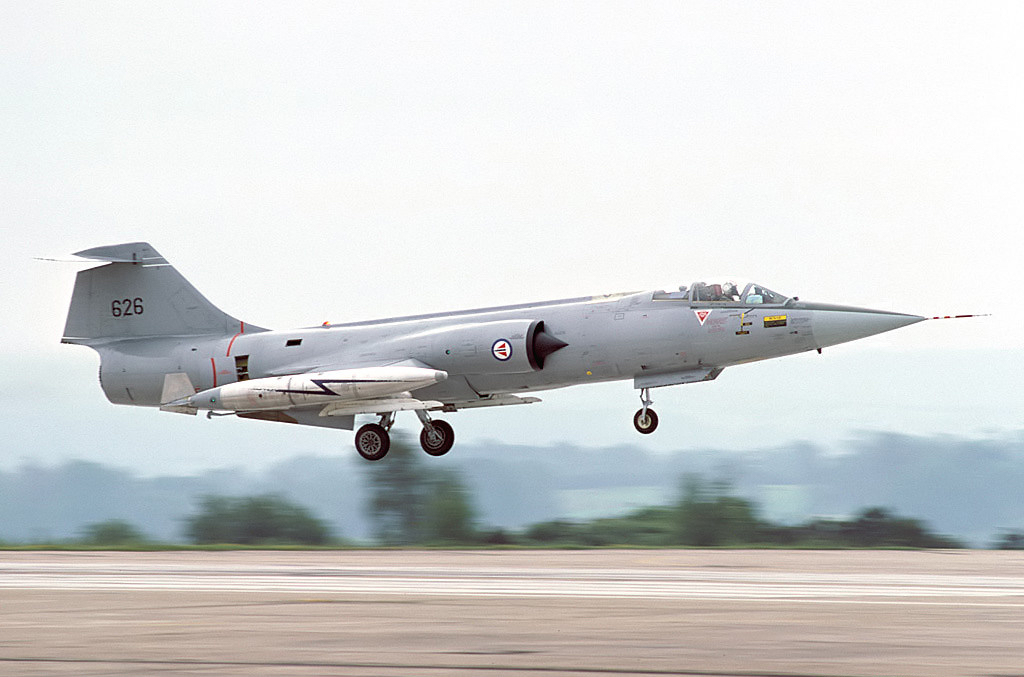
Lockheed RF-104G Starfighter della Kongelige Norske Luftforsvaret norvegese.

La Norvegia inizialmente acquisì nel 1963 19 F-104G costruiti dalla Canadair e 4 TF-104G grazie al programma di assistenza militare Military Assistance Program (MAP). A questi si aggiunsero nel 1974 18 CF-104 e 4 CF-104D in eccedenza dal Canada. Gli F-104 vennero ritirati dal servizio con l'aviazione norvegese nell'inverno del 1982.
Kongelige Norske Luftforsvaret
- 331 Squadron basato a Bodø
- 334 Squadron basato a Bodø

### Pakistan
Il Pakistan è stato il primo paese non della NATO ad avere in dotazione l'F-104. La flotta arrivò a contare un totale di 12 F-104A e 2 F-104B. I primi nove F-104A (identificativi 56-803, 56-804, 56-805, 56-807, 56-868, 56-874, 56-875, 56-877, 56-879) e i due F-104B (identificativi 57-1309, 57-1312) arrivarono in Pakistan secondo alcune fonti il 5 agosto 1961, mentre altre riportano per i primi due l'atterraggio presso la base aerea di Sargodha (oggi Base aerea Mushaf) nel 1962. Un altro F-104A venne consegnato l'8 giugno 1964 (identificativo 56-773) e un altro il 1º marzo 1965 (identificativo 56-798). Si trattava di velivoli ex-USAF ammodernati con l'adozione del motore J-79-11A più potente dell'originale e, su richiesta dell'aviazione pachistana, dotati del cannone Gatling Vulcan da 20 millimetri che invece l'USAF aveva fatto rimuovere dai suoi aerei. Questi F-104 avevano un insolito alto rapporto spinta-peso a causa della cellula di tipo più vecchio e quindi più leggera, associata a motori più moderni e di conseguenza più potenti. L'F-104 è stato in servizio in Pakistan per 12 anni assommando un totale di 1690 ore di volo, delle quali 246 ore e 45 minuti effettuate nella Guerra Indo-Pakistan del 1965 e 103 ore e 45 minuti nella guerra Indo-Pakistan del 1971 dopo la quale i cinque F-104 rimasti vennero messi a terra per mancanza di pezzi di ricambio dovuta all'embargo indetto dagli Stati Uniti. Lo Starfighter è stato definitivamente radiato dalla linea pachistana nel 1972.
Pakistani Fida'iyye
- No. 9 Air Superiority Squadron basato a Sargodha

### Spagna
L'aeronautica militare spagnola ricevette i suoi F-104 in base al programma di assistenza militare Military Assistance Program (MAP). Nel 1965 le vennero consegnati 18 F-104G costruiti dalla Canadair e tre TF-104G di produzione Lockheed. Nel 1972 questi velivoli furono trasferiti alla Grecia e alla Turchia in quanto rimpiazzati dagli F-4 Phantom. È da notare che nessun aereo andò perso in incidenti di volo nel corso delle 17000 ore di impiego operativo, sebbene è da rimarcare che gli F-104 spagnoli vennero impiegati esclusivamente nel loro ruolo originario di caccia intercettore e prevalentemente in condizioni di bel tempo.
Ejército del Aire
- Ala 6 basato a Torrejon (in seguito ridesignato Ala 16)
  - 61 Escuadron (in seguito ridesignato 161 Escuadron e 104 Escuadron

### Turchia

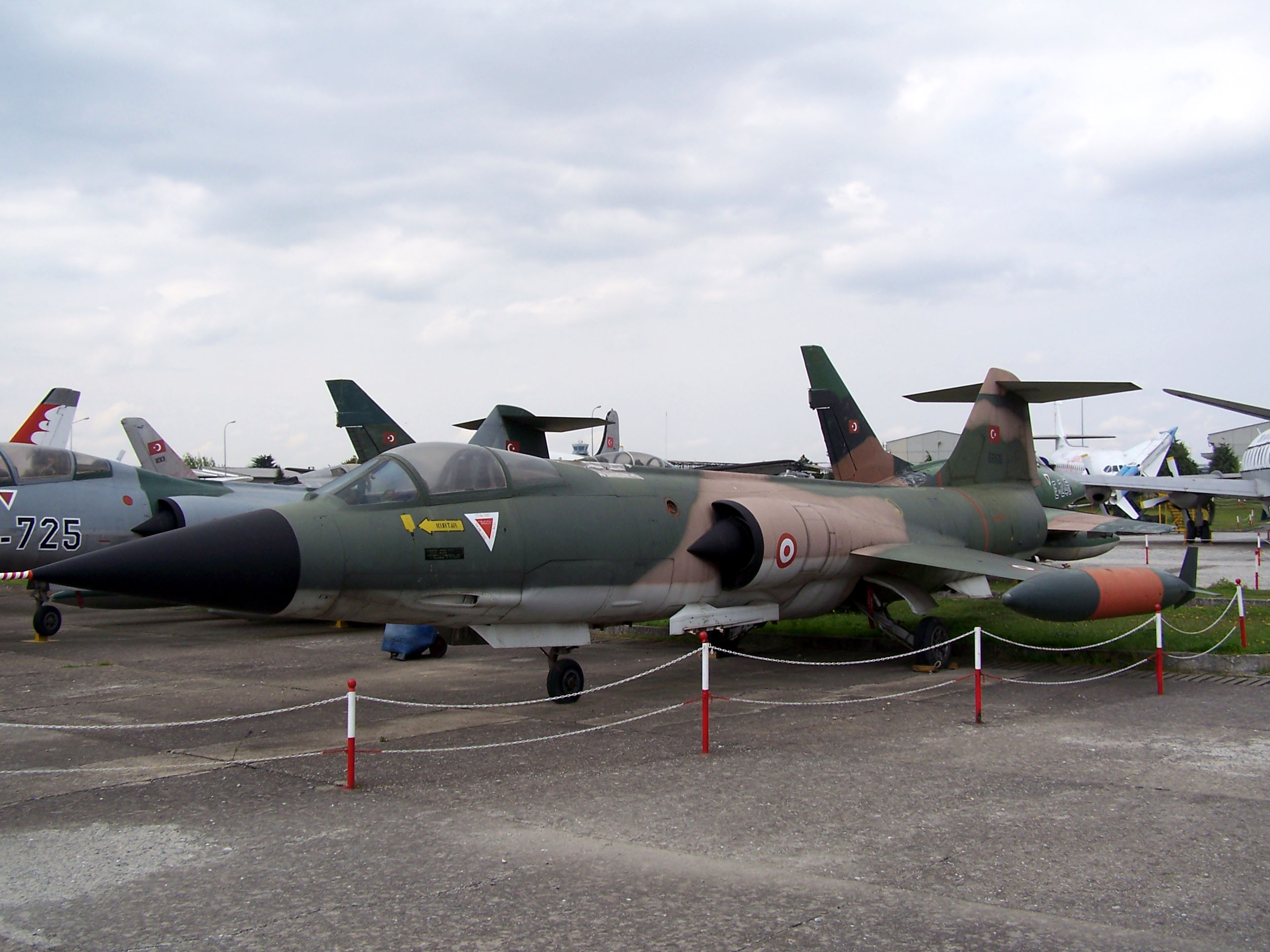
Aeritalia F-104S Starfighter in esposizione al museo dell'aviazione di Istanbul.

L'aeronautica militare turca ricevette a partire dal 1963 48 F-104G di nuova costruzione e sei TF-104G da Lockheed e Canadair, grazie ai fondi del programma di assistenza militare Military Assistance Program (MAP). La Turchia inoltre comprò direttamente 40 nuovi intercettori F-104S dalla Fiat negli anni 1974 e 1975. In aggiunta, a similitudine di quanto accadde con la Grecia, i turchi acquisirono un grande numero di Starfighter dismessi da altre nazioni NATO negli anni settanta e ottanta, tra cui 170 aerei dalla Germania, 53 dai Paesi Bassi e 52 dal Canada. In totale, la Turchia prese in carico oltre 400 Starfighter da varie forniture, sebbene in realtà molti di questi aerei erano in condizioni di complete knock down, cioè insieme di parti disassemblate da utilizzare come ricambi e non aeroplani in grado di volare. Gli F-104 furono ritirati dal servizio in Turchia nel 1995.
Türk Hava Kuvvetleri
- 4 Ana Jet Us basato a Akıncı
  - 141 Filo
  - 142 Filo
  - Öncel Filo
- 6 Ana Jet Us basato a Bandırma
  - 161 Filo
  - 162 Filo
- 8 Ana Jet Us basato a Diyarbakır
  - 181 Filo
  - 182 Filo
- 9 Ana Jet Us basato a Balıkesir
  - 191 Filo
  - 192 Filo
  - 193 Filo

### Stati Uniti
United States Air Force
Air Force Systems Command

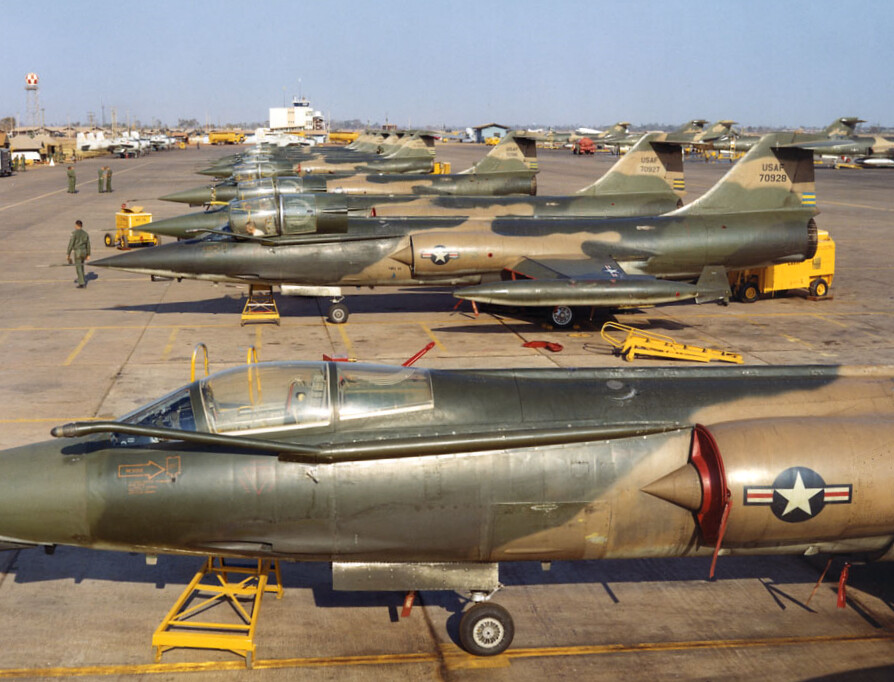
475° TFS F-104C dell'USAF in Vietnam nel 1965

- U.S. Air Force Aerospace Research Pilot School (ARPS) basato a Edwards AFB, California

Tactical Air Command
- 479° Tactical Fighter Wing basato a George AFB, California
  - 434º Tactical Fighter Squadron
  - 435º Tactical Fighter Squadron
  - 436° Tactical Fighter Squadron
  - 476° Tactical Fighter Squadron

Air Defense Command / Aerospace Defense Command
- 56° Fighter-Interceptor Squadron basato a Wright-Patterson AFB, Ohio
- 83d Fighter Interceptor Squadron basato a Hamilton AFB, California
- 337º Fighter Interceptor Squadron basato a Westover AFB, Massachusetts
- 538° Fighter-Interceptor Squadron basato a Larson AFB, Washington
- 319° Fighter-Interceptor Squadron basato a Homestead AFB, Florida
- 331° Fighter-Interceptor Squadron basato a Webb AFB, Texas
- 482° Fighter-Interceptor Squadron basato a Homestead AFB, Florida

Air National Guard
- 161º° Fighter Interceptor Group, Arizona Air National Guard basato a Sky Harbor ANGB/Sky Harbor International Airport, Arizona
  - 197º Fighter Interceptor Squadron
- 156º Fighter Group, Puerto Rico Air National Guard basato a Muniz ANGB/San Juan International Airport, Puerto Rico
  - 198° Tactical Fighter Squadron
- 169º Fighter Interceptor Group, Sou° Carolina Air National Guard basato a McEntire ANGS, Sou° Carolina
  - 157º Fighter Interceptor Squadron
- 134º Fighter Interceptor Group, Tennessee Air National Guardbasato a McGhee Tyson ANGB, Tennessee
  - 151º Fighter Interceptor Squadron

## Utilizzatori civili

### Stati Uniti
NASA
La NASA impiegò 11 F-104 di diverse versioni tra il 1956 e il 1994. Gli aerei vennero utilizzati a supporto dei voli dei North American X-15 e degli XB-70 Valkyrie. Furono anche impiegati per l'addestramento degli astronauti nel corso di vari programmi spaziali. Gli F-104 della NASA furono anche impiegati per effettuare attività di ricerca e acquisire dati su fenomeni aerodinamici che impattano sul pilotaggio, come l'accoppiamento inerziale e il funzionamento di sistemi di controllo come quelli imbarcati sul Lockheed NF-104A e sull'X-15. Le piastrelle termiche protettive dello Space Shuttle vennero sottoposte a prove utilizzando uno Starfighter in un simulatore che ricreava le condizioni di volo attraverso la pioggia. Gli Starfighter della NASA effettuarono molti voli di scorta di aerei sperimentali tra cui i prototipi a corpo portante. Tra gli astronauti celebri, Neil Armstrong era uno dei piloti che volava sugli F-104 NASA.
The Starfighter F-104 Demo Team

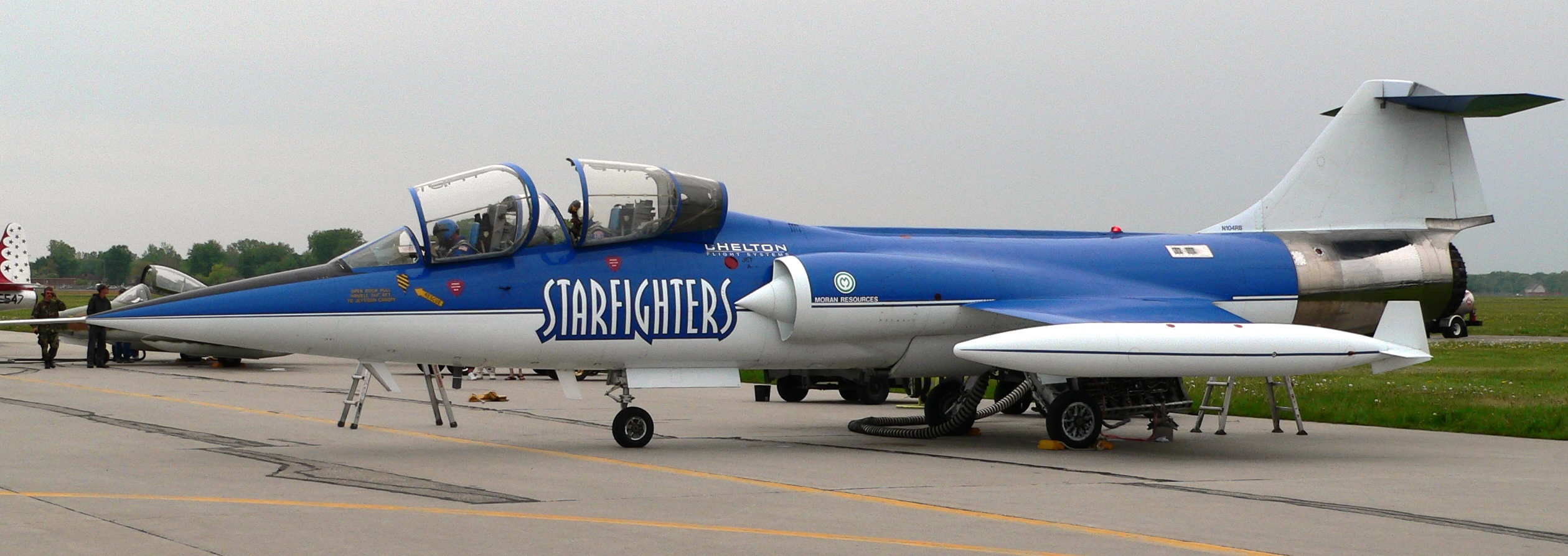
Uno degli "Starfighter" prima di una dimostrazione.

Alcuni F-104 con immatricolazione civile sono impiegati dalla Starfighters Inc, con sede a Clearwater, in Florida. Questa impresa privata iniziò le attività restaurando tre Canadair CF-104 Starfighter, rimettendoli in condizioni di volo ed esibendoli in manifestazioni aeree negli Stati Uniti e in Canada. Inizialmente impiegavano un biposto CF-104D con numero di serie 104632 (registrato come N104RB) e due CF-104 monoposto con i numeri di serie 104850 (registrato come N104RD) e 104759 (registrato come N104RN). I velivoli erano stati utilizzati in origine dalla aviazione canadese ed erano poi stati ceduti alla aeronautica militare norvegese, prima di essere importati negli Stati Uniti nei primi anni 1990. Negli ultimi anni l'azienda ha ridotto le apparizioni alle esibizioni aeronautiche, in quanto adesso impiega i velivoli prevalentemente su contratto con il governo statunitense e aziende private, garantendo con gli F-104 elevate prestazioni come aerei per rilievi fotografici al seguito di prototipi di aerei nel corso di prove di volo, simulazione di aerei avversari in esercitazioni militari e simulatori di missili balistici per la valutazione di efficienza dei sistemi di scoperta e contrasto con queste armi.
Nell'estate del 2011 la società ha acquisito cinque ulteriori velivoli: si tratta di Aeritalia F-104S di produzione italiana, prodotti a fine anni settanta e impiegati dall'Aeronautica Militare. Il costo stimato del restauro di ciascuno dei cinque velivoli è di un milione di dollari.

## Riepilogo della produzione per nazione
Fonte: F-104 Starfighter in action
|             | Nazione           | Lockheed | Canada | Germania | Paesi Bassi | Belgio | Italia | Giappone |
| ----------- | ----------------- | -------- | ------ | -------- | ----------- | ------ | ------ | -------- |
| USAF        | 297               | 297      |        |          |             |        |        |          |
| USAF/MAP    | 250               | 110      | 140    |          |             |        |        |          |
| Canada      | 238               | 38       | 200    |          |             |        |        |          |
| Giappone    | 230               | 23       |        |          |             |        |        | 207      |
| Germania    | 917               | 240      |        | 283      | 255         | 89     | 50     |          |
| Paesi Bassi | 138               | 14       |        |          | 99          |        | 25     |          |
| Belgio      | 112               | 3        |        |          |             | 109    |        |          |
| Italia      | 354               | 12       |        |          |             |        | 342    |          |
| totali      | Complessivo: 2536 | 737      | 340    | 283      | 354         | 198    | 417    | 207      |